# بن کلوز
بن کلوز (انگلیسی: Ben Close؛ زادهٔ ۸ اوت ۱۹۹۶) بازیکن فوتبال اهل بریتانیا است.
از باشگاه‌هایی که در آن بازی کرده‌است می‌توان به باشگاه فوتبال پول تاون و باشگاه فوتبال پورتسموث اشاره کرد.